# Alexis Mathews
Alexis Mathews (* 23. Januar 1991 in Detroit) ist eine US-amerikanische Volleyballspielerin. Die Mittelblockerin spielt seit 2021 bei den Ladies in Black Aachen.

## Karriere
Mathews begann ihre Karriere an der Renaissance High School. Von 2009 bis 2013 studierte sie an der Michigan State University und spielte in der Universitätsmannschaft Spartans. 2014 ging sie in die rumänische Liga zu CSM Satu Mare.  In der Saison 2015/16 war sie in Finnland bei LP Vampula aktiv. Anschließend spielte sie bei Dinamo Bukarest und auf den Philippinen für Cignal HD Spikers. 2018 wechselte sie zum deutschen Bundesligisten 1. VC Wiesbaden. Mit dem Verein erreichte sie das Viertelfinale im DVV-Pokal 2018/19, bevor die Mannschaft als Hauptrunden-Achter der Bundesliga-Saison im Playoff-Viertelfinale unterlag. Danach spielte sie in Aserbaidschan.
2021 wurde Matthews vom deutschen Bundesligisten Ladies in Black Aachen verpflichtet.